# Borvo
El déu Borvo (també anomenat Bormo, Bormanus, Bormanicus, Borbanus, Boruoboendua, Bandua, Vabusoa, Labbonus o Borus) era la divinitat celta dels minerals i se'l relacionava amb les capacitats sanadores i mecicinals de les fonts d'aigües borbollejants. Aquest déu és present, de manera especial en la mitologia de Lusitania però també, en general, en tota la mitologia celta.

## Centres d'adoració
A la Gàl·lia aquesta divinitat fou particularment adorada a la vila de Bourbonne-les-Bains, situada al territori dels antics gals língons, on el seu nom s'ha trobat en una desena d'inscripcions. S'han trobat altres dues inscripcions: la primera (CIL 13, 02901) a la vila francesa d'Entrains-sur-Nohain i la segona (CIL 12, 02443) a la vila occitana d'Èx-los-Bens, aleshores municipi de la Gàl·lia Narbonesa.
Algunes taulelles votives amb el nom de 'Borvo' suggereixen que els fidels demanaven al déu que els sanés o el guariment d'altres persones malaltes.
En tot cas, la majoria dels llocs on s'han trobat ofrenes a Borvo pertanyen a la Gàl·lia. Així, per exemple, s'han trobat inscriptions a les viles occitanes i franceses de Droma, a l'Ais; Boques del Roine, a Ais de Provença; a Gers, a l'Auch; a Alier, a Borbó; Savoia a Aix-les-Bains; a Saona i Loira, a Bourbon-Lancy; a Savoia, a Èx-los-Bens; a l'Alt Marne, a Bourbonne-les-Bains i a Nièvre, a Entrains-sur-Nohain.
Tanmateix, s'han fet descobriments als Països Baixos, a Utrecht, on és anomenat Boruoboendua Vabusoa Labbonus, o a Portugal, a les viles de Vizela i d'Idanha-a-Velha, on és anomenat Borus i és identificat amb el déu Mart. A Ais de Provença, a Occitània, en canvi, va ser conegut com a Borbanus i com Bormanus, però a Vizela, a Portugal, ho fou com a Bormanicus i a les viles de Burtscheid i a Worms, a Alemanya, com a Borbetomagus.

## Epítets
En temps dels romans, en els seus centres d'adoració, Borvo va ser assimilat a un déu romà, en aquest cas Apol·lo, segurament per les seves capacitats sanadores. També acompanyava sovint a la deessa Sirona, que era una divinitat guaridora identificada amb les fonts d'aigües minerals. Les diverses variants del nom de Borvo inclouen Bormo i Bormanus (a la Gàl·lia) i Bormanicus (a Portugal). Els noms Bormanus, Bormo i Borvo han estat trobats en inscripcions que designen noms de riu o divinitats associades a fonts.

## Entorn mitològic
Borvo fou associat amb freqüència amb una consort divinal. Així, tenim que vuit de les inscripcions esmenten a la deessa Damona. Aquest n'és un exemple (CIL 13, 05911):
Deo Apol/lini Borvoni / et Damonae / C(aius) Daminius / Ferox civis / Lingonus ex / voto
En altres documents, el déu Borvo es mostra aparellat amb la deessa Bormana. Tanmateix, Bormana era, en algunes zones, venerada de manera independent del seu marit. Els déus que, com Borvo, s'equiparaven amb Apol·lo, presidien les fonts curatives i eren habitualment associats amb deesses, com a fills o marits seus. Es troba a Droma, a l'Aix-en-Diois, amb la deessa Bormana i a Saône-et-Loire, al Bourbon-Lancy, i a l'Haute-Marne, a Bourbonne-les-Bains, associat amb Damona però, en canvi, es troba acompanyat de l'esperit franc Candidus a Nièvre, a l'Entrains-sur-Nohain. Als Països Baixos, a Utrecht, es troba com a Boruoboendua Vabusoa Lobbonus, en companyia dels déus Ogmios, Macusanus i Baldruus.

## Etimologia
Les variants Borus ~ Borvo ~ Bormo ~ Bormanus semblen fonamentar-se aen l'arrel * boru-. Aquesta arrel, al seu torn, es creu que és una variant de l'arrel proto-celta * beru- (bullir) i pot haver-hi significat ‘borboll'. Tanmateix, en català, aquesta relació s'estableix més directament encara: borvo > borboll. Relacionada amb tot plegat també tenim l'arrel gal·lesa berw (bullint). I l'arrel goidelica bruich, (bullir, cuinar). Segons els acadèics, serien variants d'una base proto-indo-europea * bhreue- (borbollejar, bull, efervescència) (cf. Skt. Bhurnih (violent, apassionat), Gk. Phrear (bé, font), L. fervere (bullir, escuma), Traci Gk. Brytos (licor fermentat fet d'ordi), O.E. beorma (llevat), O.H.G. Brato (Carn de rostit), de la qual la paraula anglesa brew també derivaria.
Les proto-formes cèltiques de les variants del nom més probables són * Boru-s, * Borwon-, * Borumāno-s i * Borumān-iko-s i els noms, molt probablement, signifiquen el ‘Borbollaire.' La base d'aquests noms, a més, podria ser l'origen del nom del Riu Barrow. En irlandès, el riu és anomenat Bearú, el ‘Bullint o Borbollejant' i en la mitologia irlandesa era Dian Cecht, un gran sanador o xamà del poble dels Tuatha Dé Danann, qui primer feu va provocar els borbolls de les aigües del riu. * Borvo- és l'arrel, a més, que Macbain relaciona amb el mot irlandès borbhan (la remor del borboll) i que també relaciona amb el mot gal·lès berw (l'hervor o bull), el mot francès Bourbon i el llatí fervo (bull).